# Mary Elizabeth Cunningham
Pour les articles homonymes, voir Cunningham.
Mary Elizabeth Cunningham CBE (28 janvier 1868 - 14 janvier 1939) est une philanthrope et ouvrière de guerre irlandaise. Elle est la fondatrice des Belfast Free Buffets et du Torpedoed Crews Fund,.

## Biographie
Mary Elizabeth Cunningham est née à Glencairn, à Belfast, dans le comté d'Antrim, le 28 janvier 1868. Elle est la quatrième des onze enfants d'un agent de change prospère, Josias Cunningham et de Jane Agnes (née Davis). L'un de ses frères, Samuel Cunningham, devient partenaire de l'entreprise de leur père. Cunningham fréquente des écoles à Belfast et à Édimbourg, développant un intérêt pour les services éducatifs et sociaux de Belfast. Elle est gestionnaire bénévole de la Forth River School, sous la direction du National School Board de Belfast, de 1895 à 1927. Avec sa sœur Sarah Catherine "Lallie" Cunningham (1873–1937), Cunningham prend de l'importance pendant la Seconde Guerre mondiale en participant à de nombreux travaux et efforts de guerre à Belfast.
Elle fonde les Belfast Free Buffets en 1914, rencontrant les blessés de guerre avec des rafraîchissements à leur retour à Belfast. Elle fonde et gère ensuite le Torpedoed Crews Fund, qui fournit des secours aux naufragés. Elle travaille également avec le Welcome Home Fund, agissant en tant que coprésidente, secrétaire honoraire et trésorière. À partir de 1916, elle est démonstratrice pour l'organisation Ambulance Saint-Jean et commande une unité du Détachement d'aide volontaire. Pendant la durée de la guerre, elle lève des milliers de livres pour l'effort de guerre. Pour son travail pendant la guerre, Cunningham reçoit la distinction de Commander of the Order of the British Empire (CBE) en 1920. Elle est membre de la Royal Society of Antiquaries of Ireland et membre à vie de la Royal Ulster Agricultural Society,.
Cunningham meurt des suites d'une longue maladie le 14 janvier 1939 au domicile de sa sœur à Silver Springs, Templepatrick, dans le comté d'Antrim.